# Bandeira da Virgínia

Bandeira da Virgínia.

A Bandeira da Virgínia consiste no selo do estado em um fundo azul. A versão atual foi adotada no começo da Guerra Civil Americana em 1861.